# Roland Puhr
Roland Puhr (ur. 21 stycznia 1914, zm. 15 kwietnia 1964) – zbrodniarz hitlerowski, Unterscharführer, członek załogi niemieckiego obozu koncentracyjnego Sachsenhausen.
Urodzony w Alt-Ehrenberg (obecnie Stare Krecany w Czechach). Przed wybuchem wojny służył w czechosłowackiej armii, z której zdezerterował w 1938, a następnie wstąpił do Wehrmachtu. Szybko został przeniesiony do Waffen-SS, a w 1939 wstąpił do NSDAP. W latach 1938–1943 pełnił służbę w gestapo obozowym w Sachsenhausen, gdzie uczestniczył w eksterminacji jeńców radzieckich. Osobiście rozstrzelał od 30 do 40 z nich. Oprócz tego znęcał się nad więźniami obozu, w tym nad prokuratorem, który oskarżał nazistowskich zabójców kanclerza Austrii Engelberta Dollfußa. Został on zakatowany przez Puhra na śmierć.
W latach 1963–1964 Roland Puhr został osądzony za swoje zbrodnie przez wschodnioniemiecki sąd w Neubrandenburgu i skazany na karę śmierci 16 grudnia 1963. Wyrok zatwierdził 17 stycznia 1964 Sąd Najwyższy Niemieckiej Republiki Demokratycznej. Puhr został stracony w połowie kwietnia 1964.